# Opisthoxia farantes
Opisthoxia farantes là một loài bướm đêm trong họ Geometridae.